# Riserva naturale marina Torre Guaceto
La Riserva naturale marina Torre Guaceto è un'area marina protetta della Puglia istituita nel 1991 e situata sulla costa adriatica dell'alto Salento, a pochi chilometri dai centri di Carovigno e San Vito dei Normanni e a 27 km da Brindisi. È classificata come Area Specialmente Protetta di Interesse Mediterraneo.

## Territorio

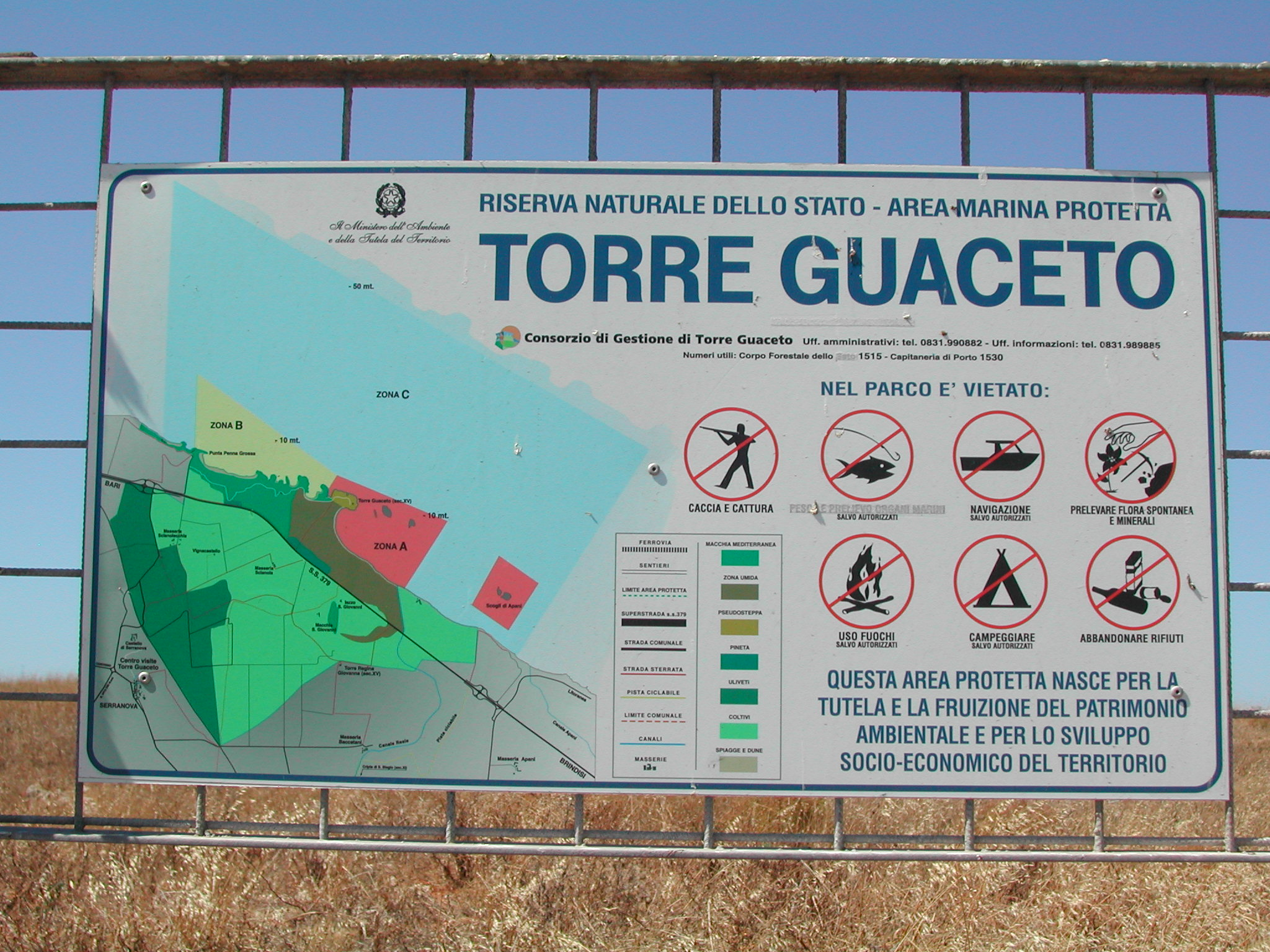
La mappa del sito su un pannello informativo.

La Riserva naturale marina di Torre Guaceto si estende per circa 2.200 ha fino alla linea batimetrica dei 50 m, interessando un tratto di costa di 8 km, compreso tra Punta Penna Grossa e gli scogli di Apani.

I punti di delimitazione esterna della Riserva naturale marina sono:
- A: latitudine 40°45'24 Nord: longitudine 17°46'04 Est
- B: latitudine 40°43'15 Nord: longitudine 17°50'56 Est
- C: latitudine 40°41'44 Nord: longitudine 17°49'36 Est
- D: latitudine 40°43'24 Nord: longitudine 17°46'00 Est.

L'area marina protetta è suddivisa in tre zone con diverso grado di tutela:
- ZONA A, di Riserva Integrale, in cui è proibita la navigazione, l'accesso, l'approdo e la sosta di navi e natanti di qualsiasi genere e tipo, ad eccezione di quelli debitamente autorizzati dall'Ente gestore per motivi di servizio nonché per eventuali attività di ricerca scientifica e di visite guidata, precedentemente autorizzate dallo stesso ente gestore. Nella Riserva naturale protetta di Torre Guaceto sono presenti due zone A dove, dunque, è proibita qualsiasi attività antropica, che possa arrecare danno o disturbo all'ambiente marino perché tale zona rappresenta la “core area” dell'area marina protetta.
- ZONA B, di Riserva Generale, dove sono consentite, spesso regolamentate e autorizzate dall'Ente gestore, oltre alle attività previste per la Zona A, una serie di attività che permettono la fruizione e l'uso sostenibile dell'ambiente. Nella zona B la balneazione è consentita dall'alba al tramonto.
- ZONA C, di Riserva Parziale, rappresenta la fascia tampone (buffer) tra le zone di maggior valore naturalistico e i settori esterni alla Riserva marina; in tale zona ricade la maggior parte dell'estensione della Riserva naturale protetta. In tale zona è possibile svolgere, oltre alle attività possibili nella zona A e B, anche le attività di pesca e la navigazione. Le attività sopraelencate sono normate dal decreto istitutivo e dal disciplinare provvisorio.

Il tratto di litorale che delimita l'area marina protetta è caratterizzato da una linea di costa molto varia; in particolare, in corrispondenza del lato meridionale della Torre di Guaceto, la costa è lineare ed è costituita prevalentemente da una falesia argillosa. In prossimità della Torre e per alcune centinaia di metri rispetto al lato settentrionale della stessa, la costa è caratterizzata da una piccola falesia rocciosa con contorni frastagliati che formano una serie di piccole insenature. Nel tratto successivo, continuando verso Punta Penna Grossa,
la costa diventa bassa e sabbiosa.

## Flora

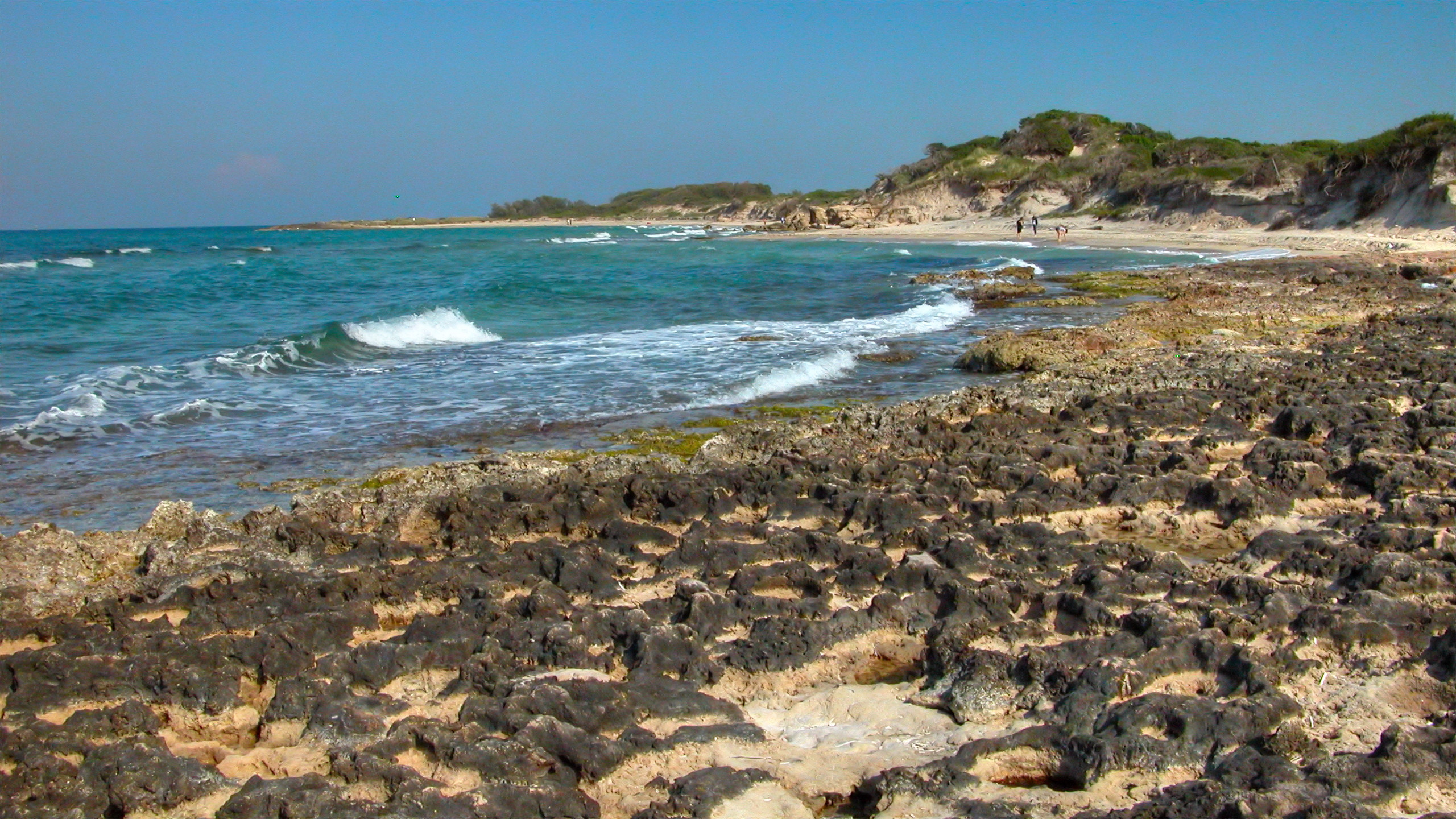
Il litorale roccioso della costa a Torre Guaceto

Nella Riserva naturale protetta di Torre Guaceto le praterie di Posidonia oceanica rappresentano uno degli habitat che maggiormente caratterizzano i fondali sabbiosi da 3 fino anche a 25 m di profondità, creando una serie di microhabitat che sono fonte di cibo e rifugio per numerosi organismi.
Sui fondali rocciosi importante è la presenza delle alghe del genere Cystoseira, che formano fitte postazioni. Comuni sono anche la lattuga di mare (Ulva lactuca) e l'ombrellino di mare (Acetabularia acetabulum). Tra le alghe brune è molto frequente la coda di pavone (Padina pavonica). Oltre i 25 m di profondità, nella zona circalitorale, predominano le alghe rosse calcaree (Corallinaceae).

## Fauna
La zona mesolitorale rocciosa è popolata da molluschi monovalvi del genere Patella e da pomodori di mare, che sfruttano meccanismi sofisticati di chiusura e apertura sincronizzati con il ritmo delle maree.
Spugne calcaree e anemoni di mare colonizzano in gran quantità i fondali rocciosi del piano infralitorale. Su questo substrato si muovono anche organismi quali i ricci di mare (Arbacia lixula e Paracentrotus lividus) e le stelle marine. Gli anfratti rocciosi offrono inoltre protezione ad animali che preferiscono vivere nelle tane, come il polpo e gli sciarrani. I fondali sabbiosi sono invece dominati dalla biocenosi del Posidonietum oceanicae che ospita numerose specie animali tra cui merita una menzione la Pinna nobilis, un grande mollusco bivalve minacciato di estinzione. Tra gli animali nectonici sono comuni le donzelle, le salpe, le occhiate, i saraghi e gli scorfani.
Il piano circalitorale infine è caratterizzato dalla presenza del pre-coralligeno in cui spiccano le gorgonie dalla forma tipicamente arborescente quali la gialla Eunicella cavolinii e la bianca Eunicella singularis. Assieme ad esse molto comuni sono i briozoi del genere Sertella e il falso corallo Myriapora truncata, organismo formato da uno scheletro di carbonato di calcio facilmente sgretolabile.